# 多黏菌素
多黏菌素（polymyxin）又称多黏桿菌素，是由多黏芽孢杆菌（Bacillus polymyxa）产生的多组分杂肽类抗生素的总称。由于静脉给药可致严重肾毒性与神经毒性，已较少用，但近年来随着对碳青霉烯类耐药的鲍曼不动杆菌、铜绿假单胞菌、肠杆菌、克雷伯菌等细菌耐药形势日益严峻，由于可选择药物有限，临床有时仍考虑使用多黏菌素。
主要包括：多黏菌素B（polymyxin B）及 多黏菌素E（polymyxin E），后者也称 黏菌素（colistin）。血药浓度监测不仅能保证治疗效果，也能降低肾脏损害的风险。发生肾毒性时多黏菌素E需调整剂量，而多黏菌素B无需调整剂量，多数在停药后肾功能可恢复；且应避免与氨基糖苷类、万古霉素等其他肾毒性药物合用。